# Качины

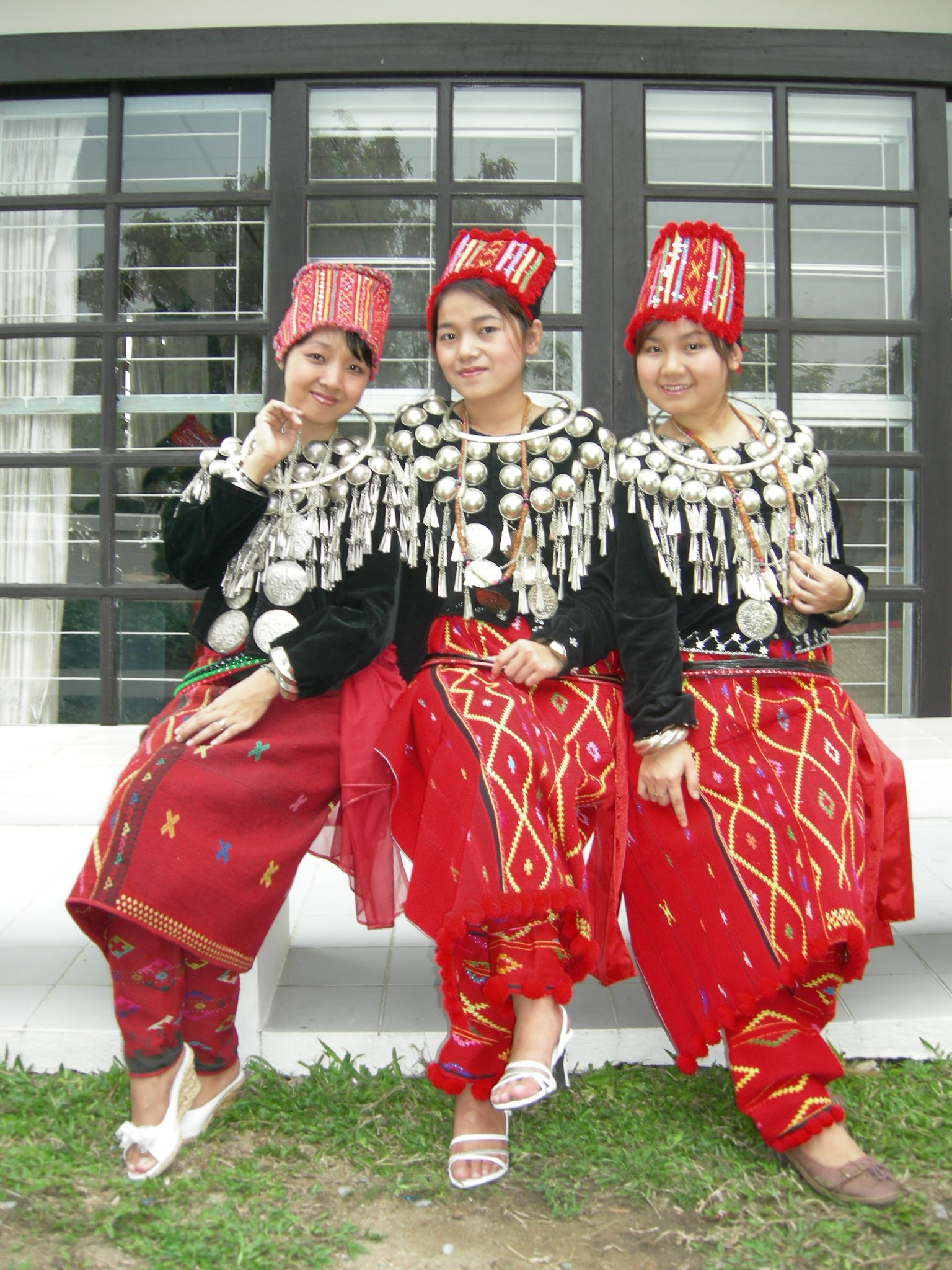
Качинские девушки

Качины (качин) (кит. трад. 景頗族, упр. 景颇族, пиньинь Jǐngpō Zú, палл. цзинпо цу; самоназвания — качхин (ကချင်လူမျိုး, качхинлумьоу), цзинпо, синпхо, цайва, лечи, тхейнбо, синфо, чхинпау — тибето-бирманский народ, живущий в лесных горных районах на севере Мьянмы (в пределах Качинского и Шанского штатов).
В Мьянме проживает миллион качинов, в КНР — 132 143 качина. Проживают также на юго-западе Китая (провинция Юньнань), небольшие группы — на северо-востоке Индии, в Таиланде и Лаосе. Входят в 56 официально признанных народов Китая.
Предки качинов обитали в восточно-тибетских районах. По-видимому, к VIII веку они впервые появились на территории Мьянмы, но основная миграция в Мьянму относится к XIII—XVII векам. До середины XX века у качинов сохранялись раннефеодальные отношения с пережитками первобытнообщинных отношений. Основное занятие — подсечно-огневое земледелие (главная культура — суходольный рис).
Качины делятся на ряд этнографических групп. Говорят на нескольких языках, включая язык цзинпо лу-качинской группы тибето-бирманской подсемьи сино-тибетской семьи. Синпхо, также входящие в состав качинов, говорят на одноимённом диалекте. Цзинпо, качины и другие при учёте языка считаются разными народами, трудность для определения этнической принадлежности качинов также в том, что в Мьянме они часто культурно ассимилируются с шанами. Мьянманское правительство официально считает качинов группой народов (цзинпо, лису, чон, далаунг, гаури, кхакху, дуленг, мару, раванг, лаши, атси, тарон).
У качинов сохраняются традиционные верования (культ предков и почитание духов природы), бо́льшая часть их исповедует христианство (преимущественно баптизм) и буддизм.
Дома овальные, двухэтажные, строят из дерева и бамбука. Первый этаж служит конюшнями и кладовой, а второй — жилой.
Женщины носят чёрные куртки с серебряными украшениями и яркие юбки. Мужчины — чёрные широкие штаны и тюрбаны (у молодёжи белые, у пожилых — чёрные).
Брак патрилокальный; отдельные группы практикуют полигинию.

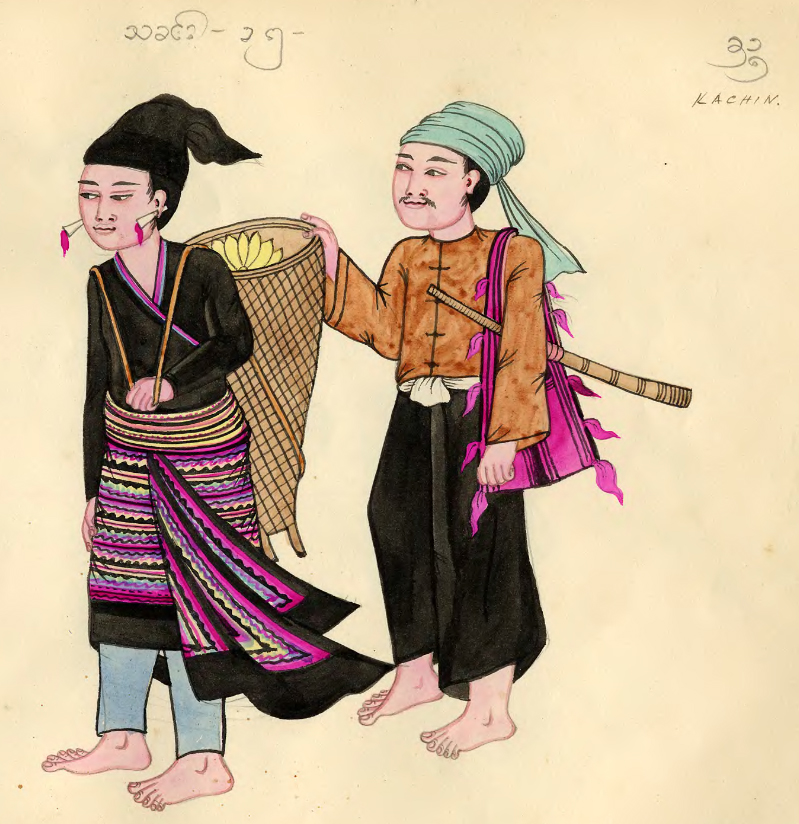
Качины в 1900-х годах

## История
Предки качинов жили на Тибетском нагорье, откуда постепенно мигрировали на юг. К моменту захода на территорию Юньнани они называли себя «суньчуаньмань»; скорее всего, качины родственны проживающему по соседству народу жмэ (цяны).
В XV—XVI веках миграция ещё продолжалась. Качины получили множество экзонимов: эчан, чжэсе, ежэнь, последнее было официальным китайским наименованием народа до 1949 года. Во время британского колониального владычества некоторые народности качинов были объявлены частью качинского этноса, тогда как другие обладали относительной автономией. Качины, в том числе члены «Качинских коммандос», участвовали во Второй мировой войне как часть Британской армии.
После получения Бирмой независимости этнические конфликты между качинами и бирманским правительством разгорелись снова. Первое восстание против провозглашения буддизма, который качины не исповедуют, государственной религией, произошло в 1949 году. Тем не менее, некоторые качины воевали на стороне правительства. Качинские солдаты входили в ядро бирманской колониальной армии, и многие остались верны правительству, когда была образована Организация независимости Качина и Армия независимости Качина. После прихода к власти Не Вина в 1962 количество карьерных возможностей для качинов в бирманской армии уменьшилось, а основные поселения качинов много лет контролирует Армия независимости.
Качинская организация независимости заключила союзы с другими антиправительственными этническими группами, и даже поддерживала Коммунистическую партию Бирмы, контролировавшую стратегически важные для каренов территории. Качины продолжили борьбу до начала правления военной хунты в 1988, однако, с уменьшением китайской поддержки, коммунисты раскололись на несколько фракций, а затем договорились с хунтой о прекращении огня — в результате каренов окружили пробирманские силы. В 1994 году каренская организация независимости подписала с хунтой договор о прекращении огня.
Однако после заключения договорённостей мьянманское военное присутствие в качинских землях только увеличилось, вместе с нападениями на мирных жителей, принуждением к труду и изнасилованиями.
Качинские территории теряют леса из-за продажи древесины в Китай. Растущая бедность принуждает качинских детей и женщин заниматься проституцией в Таиланде, Китае и Янгоне.

## Синпхо

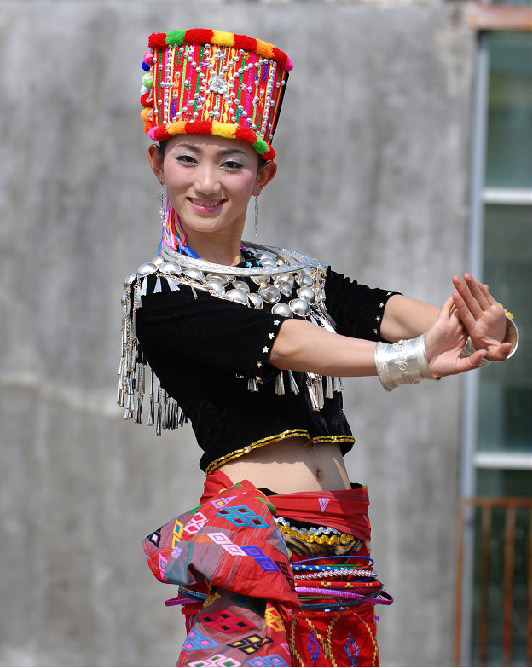
Синпхо

Синпхо — народ, входящий в состав качинов. Проживают в Индии Аруначал-Прадеше, в округах Лохит и Чангланг, в Мьянманском штате Качин, а также китайских Юньнани (Дэхун-Дай-Качинский автономный округ). В Индии проживает около 7200 синпхо, в 13 в деревнях: Бордумса, Мяо, Иннао, Кететонг, Пангна, Пхуп, Нхтем, Мунгбхон, Пангсун, Хасак, Бима, Намо и Намсай. Поддерживают клановый строй, у каждого клана есть вождь.
Исповедуют буддизм Тхеравады, анимизм. Выращивают чай.
Среди синпхо традиционной практикой было употребление опиума, оно подорвало здоровье народа. Согласно переписи 1950 года, количество синпхо упало с 50 000 до 10 000 за несколько лет. С подписанием договора о взаимной торговле между Индией и Мьянмой в 1995 году опиумные потоки увеличились. В деревнях синпхо употребление опиума приняло такие размеры, что индийское правительство приняло несколько новых законов, устанавливающих тюремные сроки за его транспортировку и продажу.

## Кхакху
Кхакху, ခါ့ခူး (бирм. кхакху лумьёу) — народ из группы качинов, проживают в Мьянме в штате Качин.